# Sławomir Nowak
Sławomir Ryszard Nowak (Gdańsk; 11 de Dezembro de 1974 — ) é um político da Polónia. Ele foi eleito para a Sejm em 25 de Setembro de 2005 com 9061 votos em 25 no distrito de Gdańsk, candidato pelas listas do partido Platforma Obywatelska.
Ele também foi membro da Sejm 2001-2015.